# José Luis Riechmann Fernández
José Luis Riechmann Fernández (Madrid, 1964) és un biòleg i científic del CSIC espanyol.
Va estudiar Ciències biològiques a la Universitat Autònoma de Madrid (UAM, 1987), on també va obtenir el seu doctorat el 1991 en Biologia Molecular i Bioquímica, en el camp de la virologia molecular de les plantes. La seva carrera científica ha abastat les àrees de virologia de plantes, que es va iniciar amb l'obtenció del seu doctorar realitzat durant la seva estada entre el 1988 i el 1992 al Centre de Biologia Molecular Severo Ochoa. Entre 1993 i 1998 va fer estades postdoctorals al laboratori del doctor Elliot Meyerowitz, a l'Institut Tecnològic de Califòrnia, (Caltech), estudiant el desenvolupament de flors d'Arabidopsis. A partir del 1998 va ampliar la seva recerca en el camp de la genòmica al Caltech, i a Mendel Biotechnology (Hayward, Califòrnia), una empresa emergent de biotecnologia i genòmica de plantes, estudiant els factors de transcripció d'Arabidopsis. El 2002, es va incorporar al California Institute of Technology (Caltech) com a director del laboratori de genètica i genòmica de Millard i Muriel Jacobs, continuant estudis sobre anàlisis d'expressió gènica a tot el genoma, expressió gènica en el desenvolupament de flors d'Arabidopsis, microRNAs i tecnologia de microarray. Des del 2007, professor d'investigació ICREA al Centre de Recerca en Agrigenòmica (CRAG), a Barcelona, del qual és el director des del 2013, i que el
2016 va ser distingit coma Centre d'Excel·lencia Severo Ochoa.
El seus interessos en la investigació s'han centrat en la regulació i el desenvolupament transcripcionals, utilitzant la planta Arabidopsis thaliana com a sistema de model. S'han inclòs estudis sobre la transició floral i el desenvolupament de flors, anàlisis genòmiques de factors de transcripció i anàlisis d'expressió gènica global, així com un interès en les tecnologies genòmiques. L'objectiu actual dels estudis de laboratori és l'estudi a nivell global de xarxes reguladores gèniques que controlen el desenvolupament d'Arabidopsis, incloent enfocaments proteòmics i la caracterització del peptidoma d'Arabidopsis. Entre les contribucions més significacives de la seva carrera científica destaca la caraccerització dels mecanismes moleculars responsables del desenvolupament de la flor, i l'analisi del conjunt de factors de transcripció deis genomes eucariotics, un treball seminal que ha rebuc més de 1.000 cites i que va ser publicar a la revista Science l'any 2000. Més recentment, altres contribucions seves han inclòs la caraccerització genòmica de la xarxa reguladora del desenvolupament floral, publicada a la mateixa revista el 2010. Els resultats d'altres projecces al llarg de la seva carrera s'han publicar a revistes tan prestigioses com ara Nature, PNAS, PLoS Genetics, Development, Plant Cell i Genome Biology. És l'inventor de vint-i-sis patents internacionals.
EL 2018 el Govern de la Generalitat de Catalunya li atorgà la Medalla Narcís Monturiol en reconeixement de la seva tasca científica.